# یدالله رؤیایی
یدالله رؤیایی مشهور به رؤیا (۱۷ اردیبهشت ۱۳۱۱ – ۲۳ شهریور ۱۴۰۱) شاعر ایرانی بود که در دهه‌های آخر زندگی خود در پاریس زندگی می‌کرد. او در ۲۳ شهریور ۱۴۰۱ در پاریس درگذشت.

## زندگی
یدالله رؤیایی در ۱۷ اردیبهشت ۱۳۱۱ در دامغان زاده شد. آموزش‌های دبستانی و دبیرستانی را در زادگاهش آغاز کرد و در تهران در دانشسرای شبانه‌روزی تربیت معلم به پایان رساند. سپس به تدریس و سرپرستی امور اوقاف دامغان پرداخت. نوجوانی و جوانی او به تمایلات مارکسیستی و مبارزه در حزب توده ایران گذشت. در سال ۱۳۳۲ به دنبال کودتای ۲۸ مرداد و فرار از دامغان، چندی را به زندگی مخفی گذراند و سرانجام در اسفندماه همان سال دستگیر شد و به زندان افتاد. زندان‌های او: زندان باغشاه، زندان زیرطاقی، زندان موقت، و یک بار دیگر در سال ۱۳۳۶ در زندان لشکر ۲ زرهی سلطنت‌آباد بودند.
رؤیائی پس از خروج از زندان نخستین شعرهای خود را در ۲۲ سالگی نوشت و در مجلات آن زمان با نام مستعار «رؤیا» منتشر کرد و هم‌زمان به تحصیلات خود در رشته حقوق سیاسی در دانشکدهٔ حقوق دانشگاه تهران تا درجه دکترای حقوق بین‌الملل عمومی ادامه داد. پس از آن در وزارت دارایی به استخدام درآمد و به عنوان ذی‌حساب و سرپرست امور مالی در ادارات و دیگر مراکز دولتی، از جمله وزارت آب و برق، سازمان تلویزیون ملی ایران و… به کار پرداخت.
یدالله رؤیایی از مؤسسان شرکت انتشاراتی روزن بود. رؤیایی با چند شاعر دیگر، مانیفست اسپاسمانتالیسم را منتشر کردند که بعدها به خلق نگرش تازه شعری با عنوان شعر حجم انجامید.

## سیر زندگی
از خطوط مهم زندگی ادبی او می‌توان به چند نمونه اشاره کرد:
- تأسیس هفته‌نامه ادبی بارو به همراه احمد شاملو (ترکیبی از نام‌های مستعار بامداد و رؤیا)، سال ۱۳۴۴[۵]
- تأسیس شرکت انتشاراتی روزن به همراه محمود زند و ابراهیم گلستان، سال ۱۳۴۶[۵]
- اداره و انتشار دفترهای روزن، فصلنامه‌ای در شعر، نقاشی و قصه با همکاری گروه شاعران شعر حجم، ۱۳۴۶ و ۱۳۴۷[۵]
- ازدواج با مادلن (سوییس)، ۱۳۴۷ (۱۹۶۸)
- تألیف و انتشار بیانیه حجم‌گرایی (اسپاسمانتالیسم) به همراه گروهی از شاعران پیش‌آهنگ و متمایل به حجم‌گرایی که به آفرینش نگرش تازه شعری با عنوان شعر حجم انجامید، در سال ۱۳۴۸ (مجله بررسی کتاب، دوره جدید، شهریور ۱۳۵۰، شماره ۴، ویژه‌نامه شعر حجم)
- نگرش حجم‌گرایی (اسپاسمانتالیسم) با تغذیه و تأثیری که از «پدیدارشناسی» و تفکر هوسرل (ادموند) با خود داشت، توانست در نسل‌های بعدی شاعران، با حس و هیجان بیشتری استقبال شود و به عنوان بینش تازه‌ای در شعر معاصر ادامه بگیرد، با کهکشانی از شاعران حجم گرا در داخل و خارج ایران، که در واقع منظر ایرانیِ پدیدارشناسی را در شعر می‌سازند. به عبارت دیگر «شعر حجم»، چه در نظریه، چه در عمل نوعی پدیدارشناسی ایرانی است.[۵]
- تأسیس جایزهٔ ادبی شعر سال به سرمایه‌گذاری تلویزیون ملی ایران و داورانی مرکب از مسعود فرزاد، محسن هشترودی، فریدون رهنما، بیژن جلالی، پژمان بختیاری و یدالله رؤیائی در سال‌های ۱۳۴۸، ۱۳۴۹ و ۱۳۵۰[۵]
- تولد همام، سال ۱۳۵۲، ۱۹۷۳
- تولد سارا، سال ۱۳۵۳، ۱۹۷۴
- آغاز سفرهای اروپا و اقامت‌های پاریس ۱۳۴۷ متناوب تا ۱۳۵۷ (۱۹۷۸)
- اقامت دائمی در فرانسه (تبعید اختیاری سال ۱۳۵۴) و سپس اجباری در سال ۱۳۵۸ (۱۹۷۹)
- بنیادگذاری «مدرسهٔ زبان و ادبیات فارسی» در پاریس، سال ۱۳۵۸ (۱۹۷۹)[۵]
- سکونت و زندگی در آبادی‌ها و کشت‌زاران نورماندی (آنورونویل- Envronville)
- تولد کاویان، سال ۱۹۸۴
- مرگ مادلن، سال ۱۹۸۶
- تدریس در پاریس (۱۹۸۲–۱۹۹۴)
- ازدواج با کاترین (۱۹۸۷)
- انتشار گزینه اشعار به زبان فرانسه با نام «پس مرگ چیز دیگر بود» (Et la mort était donc autre chose)، انتشارات «کره آفیس» (Créaphis)، دفترهای روآیومون، پاریس ۱۹۹۷، به ترجمه شاعران فرانسوی برنارد نوئل Bernard Noël، کلود استبان کلود استبان، آلن لانس Alain Lance، کریتف بالایی Christophe Balÿ، استر تلرمن 'Esther Tellermannو … (محصول یک هفته کار جمعی در سمیناری به دعوت و ابتکار «بنیاد روآیومون» - Fondation Royaumont)
- رئیس انجمن قلم ایران در تبعید (PEN Club)
- سخنرانیِ «گذر از اسپاسمان» در جشنواره بین‌المللی شعر کازابلانکا و طرح نظریهٔ حجم‌گرایی، سپتامبر ۲۰۰۰ (ترجمه فارسی از عاطفه طاهائی، در کتاب "عبارت از چیست")
- اخذ عنوان "شهسوار در ادب و هنر" از دولت فرانسه، ۲۰۰۱
- - انتشار مجموعه شعر "حجمی‌ها " (Espacement(al)s)در زبان فرانسه، همراه با ترجمهٔ "مانیفست شعر حجم" و مؤخره‌ای دربارهٔ آن با عنوان "غایت چیز: نگفتنیِ کلمه"، انتشارات انوانتر (éd. L'Inventaire)، پاریس، سال ۲۰۰۶
- انتشار کتاب لب‌ریخته‌ها (Versées Labiales)، ترجمه کریستف بالایی، انتشارات تارابوست (éd. Tarabuste)، سال ۲۰۱۳
- انتشار کتاب هفتاد سنگ قبر (Septante pierres tombales)، ترجمه آرش جودکی، انتشارات تارابوست (éd. Tarabuste)، سال ۲۰۱۶

شرکت در جشنواره‌های بین‌المللی شعر، حضور در دیدارهای جهانی شاعران، سفرهای ادبی، همایش‌ها و مصاحبه‌ها همیشه از فعالیت‌های دیگر او در کنار امر نویسندگی بوده است. یدالله رؤیایی سال‌ها در «آنوِرونویل»، ده کوچکی در کشت‌زاران نورماندی، به سر می‌برد. او عضو خانه نویسندگان و عضو جامعه اهل ادب فرانسه نیز بود. او پیش از مرگ در پاریس کار و زندگی می‌کرد.

### شعر
| سال انتشار     | نام کتاب              | انتشارات                                  |
| -------------- | --------------------- | ----------------------------------------- |
| ۱۳۴۰           | بر جاده‌های تهی        | انتشارات کیهان                            |
| ۱۳۴۰           | شعرهای دریایی         | انتشارات مروارید                          |
| ۱۳۴۴           | دلتنگی‌ها              | انتشارات روزن                             |
| ۱۳۴۷           | از دوستت دارم         | انتشارات روزن                             |
| ۱۳۶۹ ۱۳۷۱      | لبریخته‌ها             | آساسیون پرسان (پاریس) انتشارات نوید شیراز |
| ۱۳۷۷ ۱۳۷۹ ۱۳۸۴ | هفتاد سنگ قبر         | نشر گردون آژینه انتشارات داستان‌سرا        |
| ۱۳۸۱           | منِ گذشته: امضا        | انتشارات کاروان                           |
| ۱۳۸۷           | در جستجوی آن لغتِ تنها | انتشارات کاروان                           |

### نثر
| سال انتشار | نام کتاب                       | انتشارات  |
| ---------- | ------------------------------ | --------- |
| ۱۳۵۷       | هلاک عقل به وقتِ اندیشیدن       | مروارید   |
| ۱۳۵۷       | از سکوی سرخ، یا «مسائل شعر»    | مروارید   |
| ۱۳۸۶       | عبارت از چیست؟ (از سکوی سرخ ۲) | آهنگ دیگر |
| ۱۳۹۱       | چهره پنهان حرف                 | نگاه      |

## دربارهٔ کارهای رؤیایی
- طلا در مس، رضا براهنی، نشر مرغ آمین
- شعر نو از آغاز تا امروز، محمد حقوقی، شرکت سهامی کتاب‌های جیبی
- شعر و شاعران، محمد حقوقی، نگاه
- از حاشیه تا متن، دربارهٔ لبریخته‌ها، به کوشش هما سیار، باران (سوئد)
- گزاره‌های منفرد، علی باباچاهی، نارنج
- چرا من دیگر شاعر نیمائی نیستم، رضا براهنی، نشر مرکز و نشر رؤیا (سوئد)VIJ - شاعر، سهراب مازندرانی،
- گزارش خواب، سهراب مازندرانی، نشر رؤیا (سوئد) و نشر رؤیا VIJ - خشکی است که کشف خاک می‌کند، سهراب مازندرانی و یان استرگون
- حتای مرگ، دربارهٔ هفتاد سنگ قبر، به سعی و انتخاب محمدحسین مدل و محمد ولی زاده، داستان سرا
- بوطیقای شعر حجم، یدالله رؤیایی کیست و چه می‌گوید؟، به قلماحمد بیرانوند انتشارات افراز
- شرح حاشیه، نقد جریان‌های شعر معاصر بعد از نیما، تألیف احمد بیرانوند نشر روزگار
- عرفان اصوات یا سازماندهی بی معنایی و انتزاع: تأملی دربارهٔ براهنی و رؤیایی، محسن ملکی، سالنامهٔ روزنامهٔ شرق ۱۳۹۷.

## درگذشت
یدالله رؤیایی، پس از یک دورهٔ بیماری، ۲۳ شهریور ۱۴۰۱ در پاریس درگذشت.
پیکر او در ۱ مهر ۱۴۰۱ (۲۳ سپتامبر ۲۰۲۲) در  گورستان پرلاشز پاریس با مشایعت خانواده و دوست‌دارانش به خاک سپرده شد. سنگ قبر رؤیایی نزدیک به سنگ قبر چند تن از نویسندگان سرشناس ایرانی از جمله صادق هدایت، رضا دانشور و غلام‌حسین ساعدی (گوهر مراد) است.

## پی‌نوشت
1. ↑  «ی دالله رؤیایی، شاعر دریایی‌ها درگذشت». بی‌بی‌سی فارسی. ۲۴ شهریور ۱۴۰۱. دریافت‌شده در ۲۰۲۲-۰۹-۱۵.
2. 1 2  «یداالله رؤیایی از دنیا رفت». ایسنا. ۲۰۲۲-۰۹-۱۵. دریافت‌شده در ۲۰۲۲-۰۹-۱۵.
3. ↑  «یدالله رؤیایی شاعر مشهور حجم گرا درگذشت». حکایت گیلان. دریافت‌شده در ۲۰۲۲-۰۹-۱۵.
4. 1 2  رؤیایی، مجموعه اشعار، ۱:‎ ۶۸۵.
5. 1 2 3 4 5 6  رؤیایی، مجموعه اشعار، ۱:‎ ۶۸۶.
6. ↑  «یدالله رؤیایی شاعر حجمگرا دار فانی را وداع گفت». خبرگزاری ایلنا. دریافت‌شده در ۲۰۲۲-۰۹-۱۵.
7. ↑  https://www.bbc.com/persian/articles/cv25z9d7wego